# Diocesi di Tarahumara
La diocesi di Tarahumara (in latino Dioecesis Tarahumarensis) è una sede della Chiesa cattolica in Messico suffraganea dell'arcidiocesi di Chihuahua. Nel 2022 contava 173.000 battezzati su 206.000 abitanti. È retta dal vescovo Juan Manuel González Sandoval, M.N.M.

## Territorio
La diocesi comprende 11 comuni nella parte sud-occidentale dello stato messicano di Chihuahua: Uruachi, Maguarichi, Bocoyna, Carichí, Chínipas, Guazapares, Urique, Batopilas, Guachochi, Morelos e parte di quello di Guadalupe y Calvo.
Sede vescovile è la città di Guachochi, dove si trova la cattedrale di Nostra Signora di Guadalupe.
Il territorio si estende su una superficie di 31.354 km² ed è suddiviso in 17 parrocchie.

## Storia
La missione sui iuris di Tarahumara, affidata ai gesuiti, fu eretta il 6 maggio 1950, ricavandone il territorio dalla diocesi di Chihuahua (oggi arcidiocesi).
Il 23 giugno 1958 la missione sui iuris fu elevata a vicariato apostolico con la bolla Si qua inter di papa Pio XII.
L'11 maggio 1992 cedette una porzione del suo territorio a vantaggio dell'erezione della diocesi di Parral.
Il 20 dicembre 1993 il vicariato apostolico è stato ulteriormente elevato a diocesi con la bolla Cum esset di papa Giovanni Paolo II.

## Cronotassi dei vescovi
Si omettono i periodi di sede vacante non superiori ai 2 anni o non storicamente accertati.
- Salvador Martínez Aguirre[2], S.I. † (4 luglio 1958 - 25 maggio 1973 ritirato)
- José Alberto Llaguno Farias, S.I. † (28 febbraio 1975 - 26 febbraio 1992 deceduto)
- José Luis Dibildox Martínez † (20 dicembre 1993 - 27 dicembre 2003 nominato vescovo di Tampico)
- Rafael Sandoval Sandoval, M.N.M. (4 gennaio 2005 - 23 novembre 2015 nominato vescovo di Autlán)
- Juan Manuel González Sandoval, M.N.M., dal 4 febbraio 2017

## Statistiche
La diocesi nel 2022 su una popolazione di 206.000 persone contava 173.000 battezzati, corrispondenti all'84,0% del totale.
| anno | popolazione | popolazione | popolazione | presbiteri | presbiteri | presbiteri | presbiteri                | diaconi | religiosi | religiosi | parrocchie |
| anno | battezzati  | totale      | %           | numero     | secolari   | regolari   | battezzati per presbitero | diaconi | uomini    | donne     | parrocchie |
| ---- | ----------- | ----------- | ----------- | ---------- | ---------- | ---------- | ------------------------- | ------- | --------- | --------- | ---------- |
| 1966 | 121.600     | 125.000     | 97,3        | 19         |            | 19         | 6.400                     |         | 35        | 106       | 1          |
| 1970 | 130.000     | 133.617     | 97,3        | 38         | 19         | 19         | 3.421                     | 2       | 62        | 94        |            |
| 1976 | 147.000     | 150.000     | 98,0        | 25         | 5          | 20         | 5.880                     |         | 40        | 83        |            |
| 1980 | 154.000     | 174.000     | 88,5        | 28         | 10         | 18         | 5.500                     |         | 37        | 92        |            |
| 1990 | 160.000     | 164.000     | 97,6        | 33         | 17         | 16         | 4.848                     | 1       | 32        | 135       | 16         |
| 1999 | 250.725     | 253.450     | 98,9        | 35         | 14         | 21         | 7.163                     |         | 33        | 111       | 14         |
| 2000 | 261.700     | 264.520     | 98,9        | 34         | 13         | 21         | 7.697                     |         | 34        | 112       | 14         |
| 2001 | 265.320     | 270.815     | 98,0        | 35         | 13         | 22         | 7.580                     |         | 34        | 114       | 14         |
| 2002 | 267.815     | 275.300     | 97,3        | 34         | 12         | 22         | 7.876                     |         | 35        | 108       | 14         |
| 2003 | 271.300     | 280.806     | 96,6        | 34         | 14         | 20         | 7.979                     |         | 32        | 106       | 14         |
| 2004 | 275.600     | 285.300     | 96,6        | 34         | 14         | 20         | 8.105                     |         | 32        | 106       | 14         |
| 2010 | 296.000     | 306.000     | 96,7        | 41         | 19         | 22         | 7.219                     |         | 31        | 114       | 15         |
| 2014 | 307.000     | 317.000     | 96,8        | 45         | 24         | 21         | 6.822                     |         | 28        | 143       | 16         |
| 2017 | 340.170     | 390.870     | 87,0        | 31         | 18         | 13         | 10.973                    | 4       | 26        | 117       | 16         |
| 2020 | 170.137     | 202.817     | 83,9        | 36         | 17         | 19         | 4.726                     | 4       | 21        | 124       | 15         |
| 2022 | 173.000     | 206.000     | 84,0        | 28         | 12         | 16         | 6.178                     | 2       | 21        | 118       | 17         |